# St. Michael (Blumenfeld)

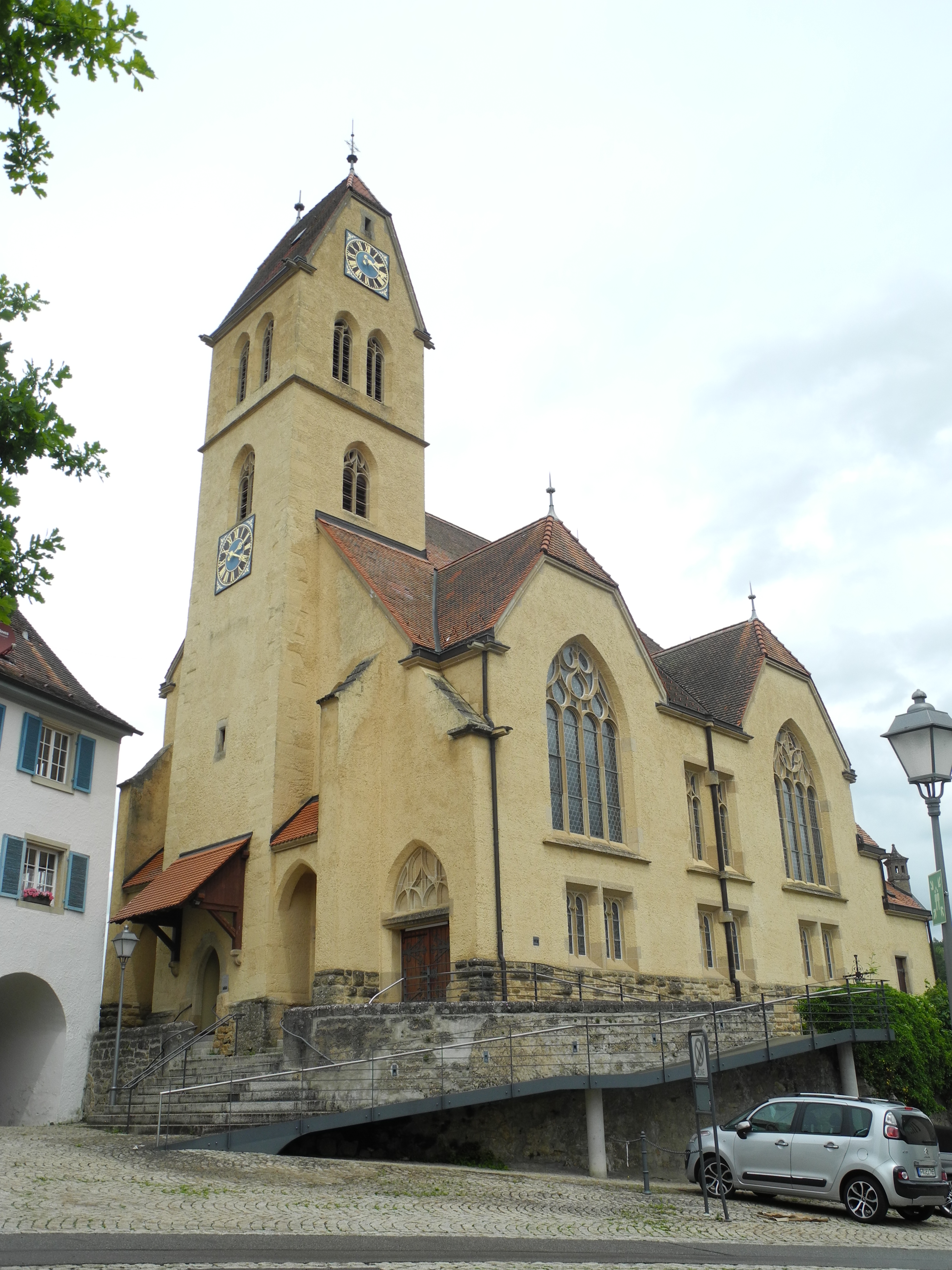
St. Michael in Blumenfeld

Die römisch-katholische Pfarrkirche St. Michael steht in Blumenfeld, einem Gemeindeteil der Stadt Tengen im Landkreis Konstanz in Baden-Württemberg. Die Kirchengemeinde gehört zum Dekanat Hegau im Erzbistum Freiburg. Sie ist beim Landesamt für Denkmalpflege Baden-Württemberg als Baudenkmal eingetragen.

## Beschreibung

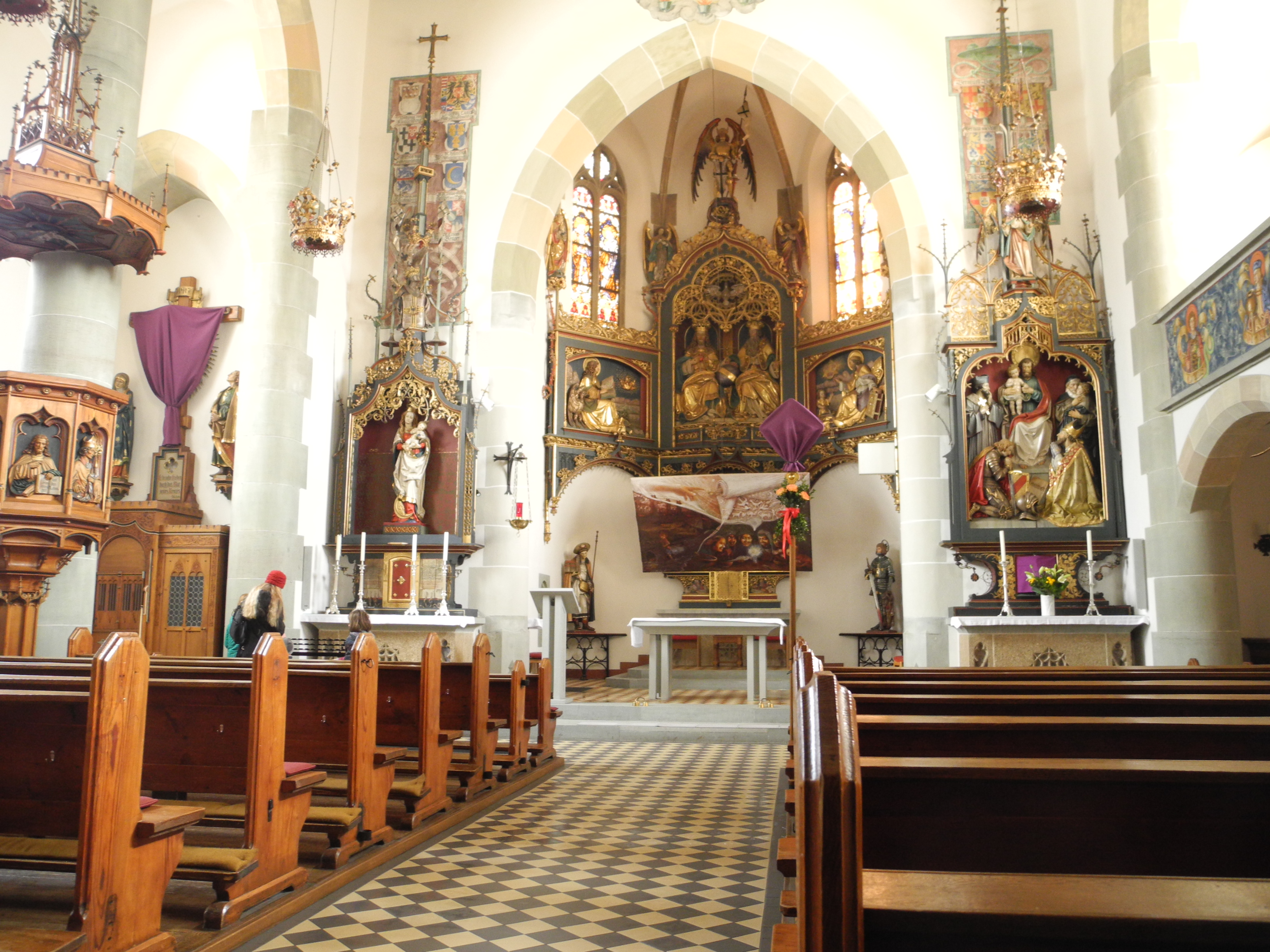
Blick zum Chor

Die Kirche aus dem 11. Jahrhundert wurde 1907 wegen Baufälligkeit abgerissen und durch eine Hallenkirche im Stil der Heimatschutzarchitektur nach einem Entwurf von Raimund Jeblinger ersetzt. Das Langhaus besteht aus einem, einem Mittelschiff und zwei Seitenschiffen, jene mit eingeschossigen Emporen gefüllt. Der dreiseitig geschlossene Chor schließt östlich an das Mittelschiff an. 
Der in seinem Kern noch romanischen Kirchturm im Westen ist quer mit einem Krüppelwalmdach bedeckt. Seine oberen Geschosse beherbergen die Turmuhr mit Zifferblättern in alle Himmelsrichtungen und den Glockenstuhl, in dem vier Kirchenglocken hängen.
| Glocke | Gussjahr | Gießer, Gussort                             | Durchmesser | Masse   | Schlagton |
| ------ | -------- | ------------------------------------------- | ----------- | ------- | --------- |
| 1      | 1979     | Glockengießerei Bachert, Bad Friedrichshall | 1241 mm     | 1038 kg | e'±0      |
| 2      | 1959     | Friedrich Wilhelm Schilling, Heidelberg     | 1084 mm     | 0854 kg | fis'+2    |
| 3      | 1959     | Friedrich Wilhelm Schilling, Heidelberg     | 0964 mm     | 0593 kg | gis'±0    |
| 4      | 1959     | Friedrich Wilhelm Schilling, Heidelberg     | 0800 mm     | 0340 kg | h'+2      |

Die Kirchenausstattung des Innenraums wirkt einheitlich bis auf vereinzelte Prinzipalien im Jugendstil.